# بلير بيتس
بلير بيتس هو لاعب هوكي الجليد كندي، ولد في 16 فبراير 1980 في إدمونتون في كندا.

## وصلات خارجية
- بلير بيتس على موقع دوري الهوكي الوطني (الإنجليزية)
- بلير بيتس على موقع قاعة مشاهير الهوكي (لاعب أن.إتش.أل) (الإنجليزية)
- بلير بيتس على موقع EliteProspects.com (الإنجليزية)
- بلير بيتس على موقع HockeyDB.com (الإنجليزية)
- بلير بيتس على موقع Hockey-Reference.com (الإنجليزية)